# Alejandro Musolino
Alejandro Nicolás Musolino SDB (* 30. Oktober 1971 in Córdoba) ist ein argentinischer römisch-katholischer Ordensgeistlicher und Weihbischof in Córdoba.

## Leben
Alejandro Musolino trat der Ordensgemeinschaft der Salesianer Don Boscos bei und legte am 31. Januar 1991 die erste Profess ab. Er erlangte am Instituto Domingo Savio in Córdoba Diplome in den Fächern Philosophie und Erziehungswissenschaft. Anschließend studierte er Katholische Theologie an der Päpstlichen Katholischen Universität von Argentinien in Buenos Aires. Am 4. Oktober 1997 legte er die ewige Profess ab und am 11. Dezember 1999 empfing er das Sakrament der Priesterweihe.
Musolino war nach der Priesterweihe zunächst von 2000 bis 2003 in der Ausbildung der Aspiranten und Postulanten der Salesianer Don Boscos sowie als stellvertretender Direktor des Instituto Domingo Savio in Córdoba tätig, bevor er Superior des Post-Noviziats und Verantwortlicher für das Centro Salesiano de Estudios Filosóficos wurde. Von 2006 bis 2013 leitete er das Don-Bosco-Werk in Rodeo del Medio sowie die dortige Escuela Vitivinícola Don Bosco, die Technische Hochschule, die Fakultät für Önologie und die ordenseigene Weinkellerei. Von 2007 bis 2012 war er zusätzlich Ökonom der nordargentinischen Ordensprovinz der Salesianer Don Boscos sowie Mitglied des Provinzialrates und des Provinzteams für die Jugendpastoral. Danach fungierte Musolino als Direktor des Don-Bosco-Werkes in Córdoba. Daneben belegte er von 2014 bis 2015 am Centro Salesiano de Formación Permanente América in Quito Kurse in salesianischer geistlicher Begleitung. Von 2015 bis 2018 gehörte er zudem dem Diözesanrat für die Ordensleute im Erzbistum Córdoba an. Ab 2019 leitete Musolino das Don-Bosco-Werk in Formosa. Parallel dazu erwarb er 2021 in Barcelona einen Master im Fach Sozialpsychologie und 2023 an der Katholischen Universität Córdoba ein Diplom in ignatianischer geistlicher Begleitung.
Am 11. August 2023 ernannte ihn Papst Franziskus zum Titularbischof von Ruspae und zum Weihbischof in Córdoba. Der Erzbischof von Córdoba, Ángel Sixto Kardinal Rossi SJ, spendete ihm und Horacio José Álvarez am 3. November desselben Jahres in der Kathedrale von Córdoba die Bischofsweihe; Mitkonsekratoren waren der emeritierte Erzbischof von Córdoba, Carlos José Ñáñez, und der emeritierte Erzbischof von Mendoza, José María Arancibia, sowie der Bischof von Viedma, Esteban María Laxague SDB, und der emeritierte Bischof von Río Gallegos, Juan Carlos Romanín SDB.